# Pietro Carlo Borlenghi
Pietro Carlo Borlenghi, noto anche come Carlo Borghi (Busseto, 23 dicembre 1887 – Busseto, 23 giugno 1973), è stato un baritono italiano.
Emigrato da bambino con la famiglia in Francia, si avvicinò alla musica facendo la comparsa al Teatro dell’Opera di Nizza. Studiò al Conservatorio di Lione. Partecipò alla prima guerra mondiale con la Francia sul fronte delle Argonne e fu decorato al valore. Con il nome d'arte Carlo Borghi fu prima baritono in varie opere liriche e poi maestro di canto e impresario teatrale in Francia, Svizzera, Belgio e Germania.
Conobbe molte celebrità dell'arte e della politica, tra cui Jules Massenet, Claude Debussy, Gabriele D'Annunzio, Enrico Caruso, Luisa Tetrazzini, Titta Ruffo, Pietro Nenni (mentre era esule a Parigi) e il premio Nobel per la pace Aristide Briand. Nel 1938 prese parte alla tournée di Arthur Honegger in teatri di tutta Europa con l'opera Jeanne d’Arc au bûcher. 
Negli anni Sessanta tornò a Busseto e fu tra i fondatori dell'Associazione degli Amici di Verdi. Nel 1971 il Comune di Busseto gli conferì una medaglia d'oro per meriti artistici. Fu autore di pubblicazioni sulla tecnica vocale, tra cui La professione del canto (Bellinzona) e Il fiato, corso di ginnastica respiratoria (Busseto).